# هوکوکو کایدو

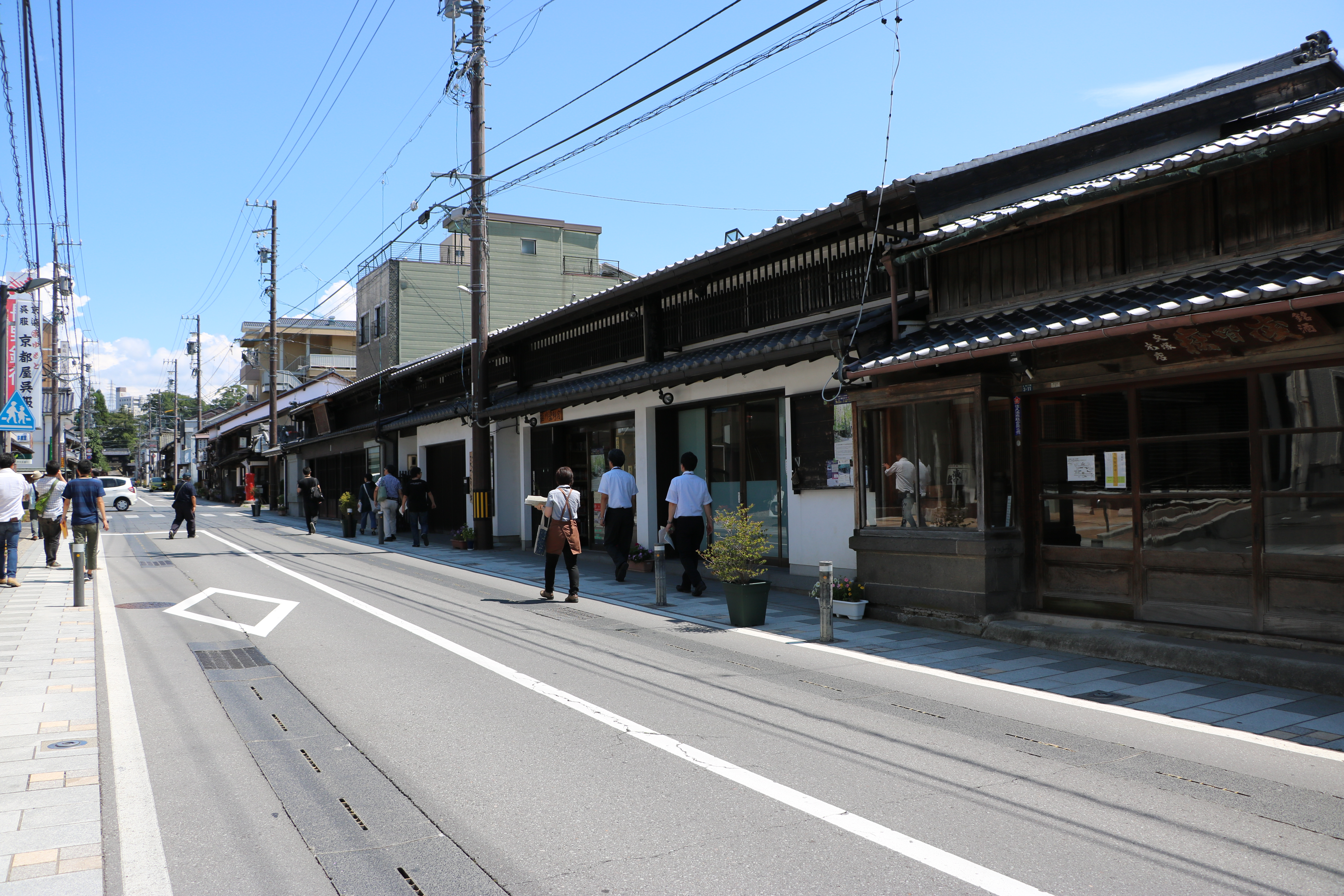
نمایی از هوکوکو کایدو در شهر کومورو، ژاپن - ۲۰۱۷

هوکوکو کایدو (به ژاپنی: 北国街道, Hokkoku Kaidō) بزرگراه شمالی یک جاده اصلی در دوره ادو و دومین جاده از نظر اهمیت در گوکایدو (پنج جاده اصلی ادو) بود. 